# Heritage Creek (Kentucky)
Pour les articles homonymes, voir Heritage Creek.
Heritage Creek est une ville américaine située dans le comté de Jefferson, dans le Kentucky. Selon le recensement de 2020, sa population est de 1 209 habitants.